# Uusikuiv
Uusikuiv ist eine unbewohnte Insel, 1,3 Kilometer von der größten estnischen Insel Saaremaa entfernt. Die Insel liegt in der Landgemeinde Saaremaa im Kreis Saare. Sie gehört zum Nationalpark Vilsandi.
Uusikuiv ist 80 Meter lang und 20 Meter breit.